# Marine-Brigade Ehrhardt

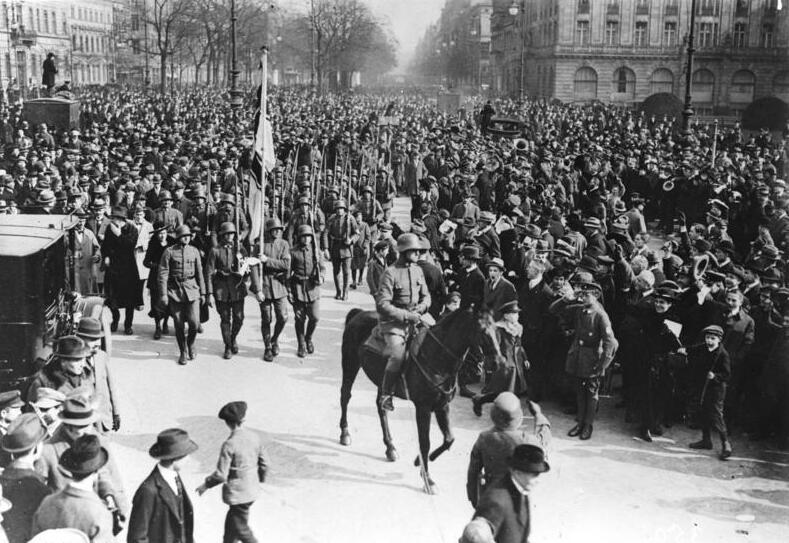
Marine-Brigade Ehrhardt w Berlinie w czasie puczu Kappa-Lüttwitza

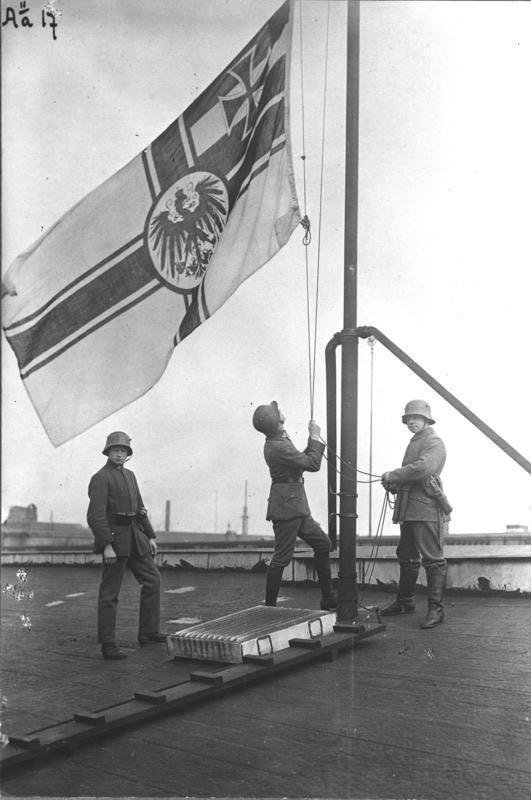
Brygada Marynarki Ehrhardt w Berlinie w czasie puczu Kappa-Lüttwitza; na maszt wciągnięta jest Reichskriegsflagge – flaga Cesarskiej Marynarki Wojennej

Marine-Brigade Ehrhardt (z niem. Brygada Marynarki Ehrhardt) – jeden z niemieckich korpusów ochotniczych (Freikorps) z lat 1919–1920.
Brygada została założona w dniu 17 lutego 1919 roku w Wilhelmshaven przez kmdr ppor. Hermanna Ehrhardta, byłego dowódcę 9. flotylli torpedowców.
Brygada składała się z 2 pułków piechoty (każdy składał się z 12 kompanii), 2 kompanii karabinów maszynowych, 3 baterii artylerii polowej oraz innych pododdziałów. Liczebność brygada wynosiła około 5-6 tysięcy ludzi, w głównej części oficerów i podoficerów cesarskiej marynarki wojennej.
Po utworzeniu została podporządkowana dowódcy Garde-Kavallerie-Schützen-Division gen. Hermannowi von Hofmannowi.
W lutym 1919 roku wzięła udział w zwalczaniu ruchów rewolucyjnych w rejonie Delmenhorst – Brema oraz w marcu w Berlinie. W kwietniu – maju uczestniczyła w walkach przeciwko Bawarskiej Republice Rad, a potem w czerwcu – lipcu ponownie tłumiła wystąpienia robotników w Berlinie.
We wrześniu 1919 roku po upadku I powstania śląskiego została przerzucona na Górny Śląsk i podporządkowana dowódcy 117. Dywizji Piechoty gen. Karlowi Hoeferowi. Zajęła pozycje w rejonie Mysłowic.
Na początku października 1919 roku po raz trzeci została przerzucona do Berlina, w celu tłumienia kolejnych wystąpień robotniczych. W styczniu 1920 roku została przerzucona do obozu szkoleniowego w Döberitz. W marcu 1920 roku uczestniczyła w puczu Kappa-Lüttwitza stanowiąc trzon sił zamachowców w Berlinie. Po załamaniu się puczu brygada w dniu 31 maja 1920 roku została rozwiązana.
Krótko po jej rozwiązaniu jej kadra założyła Związek Byłych Oficerów Ehrhardta (Verein ehemaliger Ehrhardts-Offiziere), która pod koniec 1920 roku przekształcił się w tajną organizację terrorystyczną Organizację Consul.

## Znani członkowie
- Kurt Blomme
- Gunther Brandt
- Werner Kempf
- Friedrich Wilhelm Kruger
- Emmanuel Schafer
- Julius Schreck